# Kvinnestads församling
Kvinnestads församling var en församling i Skara stift och i Vårgårda kommun. Församlingen uppgick 2006 i Asklanda församling.

## Administrativ historik
Församlingen har medeltida ursprung. 
Församlingen var till 2002 annexförsamling i pastoratet Nårunga, Skogsbygden, Ljur, Ornunga, Kvinnestad och Asklanda. Mellan 2002 och 2006 ingick församlingen i Vårgårda pastorat för att 2006 uppgå i Asklanda församling.

## Kyrkor
- Kvinnestads kyrka.